# Thyrow
Thyrow è una frazione della città tedesca di Trebbin, nel Land del Brandeburgo.

## Storia
Nel 2003 il comune di Thyrow venne soppresso e aggregato alla città di Trebbin.